# Liste markanter und alter Baumexemplare in Sachsen-Anhalt
Markante und alte Bäume in Sachsen-Anhalt haben meist ein Alter zwischen 300 und 600 Jahren. Viele Dörfer haben sogenannte tausendjährige Eichen oder Linden, die bei näherer Untersuchung diesen Anspruch meist nicht erfüllen. Die Altersdaten beruhen meist auf Schätzung oder Überlieferung, nur wenige einzelne Bäume sind anhand von Quellen oder Kernbohrung verlässlich altersbestimmt (siehe auch Altersbestimmung von Bäumen). Darüber hinaus existieren einige Bäume, die schon deshalb besonders interessant sind, weil sie das älteste bekannt gewordene Exemplar einer Art oder das größte jemals bekannt gewordene Exemplar darstellen.
Siehe auch Kategorie Einzelbaum in Sachsen-Anhalt.
| Bild                          | Name                          | Gattung/Art                 | Stamm- umfang | Höhe (m) | ungefähres Alter (Jahre) | Ort                                                  | Landkreis                    | Besonderheiten |
| ----------------------------- | ----------------------------- | --------------------------- | ------------- | -------- | ------------------------ | ---------------------------------------------------- | ---------------------------- | --- |
| Bodetal-Eibe (2018)           | Bodetal-Eibe                  | Eibe                        |               |          | über 1000                | im Bodetal bei Thale keine Koordinaten (Naturschutz) | Harz                         | nicht zugängliches Schutzgebiet |
| weitere Bilder                | Dorflinde Minsleben           | Winterlinde                 | 6,45 m (2017) | 9 m      | 600–800                  | Minsleben Stadt Wernigerode Lage                     | Harz                         | Naturdenkmal (ND 0026WR) |
| Fercheleiche (2006)           | Fercheleiche                  | Eiche                       | 6,25 m        | 22 m     | 300                      | Wüstung Ferchel, Gemarkung Zichtau Lage              | Altmarkkreis Salzwedel       | markiert die Lage des ehemaligen Dorfes Ferchel |
| Hunrodeiche (2011)            | † Hunrodeiche                 | Eiche                       | 6,65 m        | 12 m     | über 1000                | Hainfeld Gemeinde Südharz Lage                       | Mansfeld-Südharz             | 2016 abgestorben; Stammtorso; Totholzbiotop |
|                               | † Königslinde Lengefeld       | Linde                       |               |          | angeblich 1000           | Lengefeld Stadt Sangerhausen Lage                    | Mansfeld-Südharz             | „Ur“linde existiert nicht mehr, die vorletzte Nachpflanzung wurde ca. 330 Jahre alt, die neue Linde wurde vor 20 J. gepflanzt.                                     |
|                               | Kornelkirsche in Helfta       | Kornelkirsche               | 2,20 m        | 12 m     | 200–250 (1994 geschätzt) | Helfta, Lutherstadt Eisleben Lage                    | Mansfeld-Südharz             | eine der dicksten Kornelkirschen Deutschlands |
|                               | Mammutbäume im Christianental | Riesenmammutbaum            | 7,22 m (2018) | 32 m     | 183 gepflanzt 1842       | Christianental, Wernigerode Lage                     | Harz                         | Möglicherweise die ältesten Mammutbäume Deutschlands |
| Stumpf der Muttereiche (2020) | † Muttereiche Güsen           | Eiche                       | 8,20 m        | 0        | 700                      | Güsen Lage                                           | Jerichower Land              | Stammtorso (Abgebrannt), Neuanpflanzung 2019, Wappenbaum |
|                               |                               | Eiche                       | 4,10 m        |          |                          | Bärwinkel Möckern Lage                               | Jerichower Land              | Naturdenkmal (ND???JL) |
|                               |                               | Eiche                       | 5,15 m        |          |                          | Bärwinkel Möckern Lage                               | Jerichower Land              | Naturdenkmal (ND???JL) |
| Gedenkstein (2019)            | † Muttereiche Magdeburg       | Eiche                       | 5,20 m        |          | 320                      | Magdeburg Lage                                       | Magdeburg (kreisfreie Stadt) | Die Eiche wurde im Jahr 1925 gefällt. |
| weitere Bilder                | Prangerlinde Großpörthen      | Winterlinde (Tilia cordata) | 9,85 m        | 12 m     | ca. 700–900 Jahre        | Großpörthen (bei Zeitz) Lage                         | Burgenlandkreis              | wurde erst vor kurzem als Baumdenkmal wiederentdeckt, bisher nicht als Naturdenkmal registriert (2021 geplant) und wird im Juni 2021 zum Nationalerbe-Baum gekürt. |
| Wallfahrtslinde (2011)        | Wallfahrtslinde Schwanebeck   | Linde                       | 7,50 m        | 11,5 m   | 691 gepflanzt 1334       | Schwanebeck (Harzvorland) Lage                       | Harz                         | Naturdenkmal (ND 0025HBS), „Herrgottslinde“ |
| Winter-Linde                  | † Winter-Linde Altenplathow   | Winterlinde                 | 5,99 m        | 9 m      |                          | Altenplathow (Genthin) Lage                          | Jerichower Land              | Teil des Baudenkmals ‚Pieschelscher Park‘ (ID 09486910) Liste der Kulturdenkmale in Genthin                                                                        |
| Zichtauer Eiche (2016)        | † Zichtauer Eiche             | Eiche                       |               |          | angeblich 1000 Jahre     | Hellberge bei Zichtau (Stadt Gardelegen) Lage        | Altmarkkreis Salzwedel       | 1973 abgestorben; Stammtorso; Totholzbiotop |